# Shrek (personage)
Shrek is een personage uit het kinderboek Shrek! en de hierop gebaseerde filmreeks. Hij is de hoofdpersoon van het boek en de films.
De naam "Shrek" is afgeleid van het Duitse en Jiddische woord "Schreck" / "Shreck", dat letterlijk "angst, terreur" betekent.

## Achtergrond
Shrek is een grote groene oger. Hij is fysiek behoorlijk imponerend en jaagt menig mens schrik aan. Hij is ook erg sterk. Diep van binnen is hij echter helemaal niet kwaadaardig. Mensen rennen volgens zijn eigen zeggen voor hem weg voor ze hem goed kunnen leren kennen.
Er is niet veel bekend over Shrek’s leven van voor de films, maar aangenomen wordt dat hij altijd al een rustige oger geweest is, daar hij meer geeft om zijn privacy dan om mensen bang maken. In de derde film geeft hij toe dat zijn vader hem ooit probeerde op te eten toen hij nog een kind was.

## Rol in de films

### Shrek
In de eerste film wordt Shrek afgebeeld als een kluizenaar die een redelijk zorgeloos leven leeft in zijn moeras. Het moeras waar hij woont wordt ingepalmd door Heer Farquaad als opvangkamp voor sprookjesfiguren. Shrek wil zijn moeras weer voor zichzelf hebben en gaat op weg om verhaal te halen bij Farquaad. Deze zegt toe dat Shrek zijn moeras weer terugkrijgt als Shrek een prinses voor Farquaad zoekt waarmee hij kan trouwen.
Samen met de hulp van zijn nieuwe vriend Ezel gaat hij op pad om de prinses voor Farquaad te zoeken en daarmee zijn moeras terug te krijgen. Samen gaan ze naar de plaats waar prinses Fiona wordt vastgehouden, en onder de ogen van een boze draak keren ze terug naar hun woongebied. Op weg naar huis wordt Shrek verliefd op de prinses. Eerst houdt hij zijn gevoelens voor haar geheim omdat hij bang is afgewezen te worden, maar uiteindelijk biecht hij zijn liefde voor haar op. Hij verstoort zelfs haar bruiloft met Heer Farquaad om bij haar te kunnen zijn. De verrassing is voor Shrek groot wanneer hij ontdekt dat Fiona elke avond zelf in een oger verandert als gevolg van een vloek. Nadat Shrek haar kust verandert ze definitief in een oger.

### Shrek 2
In de tweede film reizen Shrek en Fiona af naar Ver, Heel Ver Van Hier om Fiona’s ouders te leren kennen. Met name Fiona’s vader, Koning Harold, accepteert Shrek totaal niet. Hij huurt zelfs de Gelaarsde kat in om Shrek te doden. Dit plan mislukt en de kat sluit zich bij Shrek aan.
Shrek steelt later in de film een toverdrankje van de Goede Fee, dat hem in een knappe menselijke man verandert. Hij hoopt zo zowel Fiona’s liefde als de goedkeuring van haar ouders te kunnen winnen. De Goede Fee overtuigt hem er echter van dat Fiona beter af is zonder hem en meer heeft aan een echte man zoals haar zoon, Droomprins. Shrek trapt eerst in dit verhaal, maar ontdekt later dat hij erin is geluisd als onderdeel van een plot om Fiona te dwingen met Droomprins te trouwen. Wanneer hij dit ontdekt bestormt hij het kasteel van koning Harold en redt Fiona. Samen met zijn vrienden verslaat hij de Goede Fee. Nadien laten hij en Fiona het drankje uitwerken om weer ogers te kunnen worden. Ze krijgen hierna eindelijk de zegen van Fiona’s vader.

### Shrek de Derde
In de derde film is Fiona zwanger en dreigt Shrek de nieuwe koning van Ver, Heel Ver Van Hier te moeten worden, daar koning Harold op sterven ligt. Voor Shrek is het koningschap echter duidelijk te hoog gegrepen. Daarom gaat hij op zoek naar de enige andere erfgenaam van Harold, Arthur Pendragon, het jonge neefje van de koning. Na een reeks tegenslagen, waarbij ook Droomprins weer opduikt en wraak probeert te nemen op Shrek met behulp van een grote groep handlangers, slaagt Shrek erin Arthur te overtuigen koning te worden. Shrek en Fiona keren terug naar hun moeraswoning, waar Fiona hun drieling ter wereld brengt.

### Shrek Forever After
In de vierde film mist Shrek de tijd toen bijna iedereen nog bang was voor hem. Hij krijgt van Repelsteeltje de kans om een dag weer te leven zoals hij dat deed voor hij Fiona leerde kennen, in ruil voor een dag uit Shreks jeugd. Shrek gaat akkoord, maar zet hiermee Repelsteeltjes plan om zelf koning van Ver, Heel Ver Van Hier te worden in werking. Repelsteeltje wist namelijk alle gebeurtenissen uit de vorige films uit, zodat Shrek en Fiona nooit getrouwd zijn en Shrek weer het  gevreesde monster is die hij ooit was. Shrek weet het tij te keren en Fiona terug te winnen met behulp van een grote groep ogers. Nadien accepteert hij zijn nieuwe leven zoals het is.

## Acteurs
In alle films wordt Shreks stem gedaan door Mike Myers. In de eerste Nederlandstalige Shrek-film versie doet Peter Paul Muller zijn stem. Vanaf Shrek 2 doet Peter Blok dat. In de Vlaamse versies wordt de stem van Shrek ingesproken door Lucas Van den Eynde.
In Shrek: The Musical wordt Shrek onder andere gespeeld door Brian d'Arcy James, die een Tony Award-nominatie kreeg voor de rol. In de Nederlandse versie werd de rol vertolkt door William Spaaij.

## In andere media
Shrek heeft meegespeeld in een aantal reclames, waaronder voor M&M's en Wal-Mart, en een filmpje van het Department of Health and Human Services.
Op 21 mei 2010 kreeg Shrek zijn eigen ster op de Hollywood Walk of Fame in Los Angeles.
Shrek is een ontsluitbaar personage in het videospel Tony Hawk's Underground 2.

## Ontwerp Shrek
Het ontwerp van Shrek is gebaseerd op de uiterlijke kenmerken van de professionele worstelaar Maurice Tillet, die leed aan acromegalie.